# Belfiore
Pour les articles homonymes, voir Belfiore (homonymie).
Belfiore (en français Bellefleur) est une commune de la province de Vérone dans la région de la Vénétie, en Italie.

## Administration
| Période                                  | Période | Identité | Étiquette | Qualité |
| ---------------------------------------- | ------- | -------- | --------- | ------- |
|                                          |         |          |           |         |
| Les données manquantes sont à compléter. |         |          |           |         |

### Frazione
Nessuna.

### Communes limitrophes
Albaredo d'Adige, Arcole, Caldiero, Colognola ai Colli, Ronco all'Adige, San Bonifacio, Soave, Veronella, Zevio.